# ウォン・カークイ
ウォン・カークイ（黄家駒、Wong Ka Kui、コマ・ウォン、Koma Wong、1962年6月10日 - 1993年6月30日）は香港のミュージシャン。ロックバンド、BEYONDのリーダーである。日本にてバラエティ番組の収録中に舞台セットから転落し、事故死した。

## 来歴
深水埗区の蘇屋邨で育つ。
初等中学生であった頃に、同期生からヨーロッパ音楽・アメリカ音楽を聴くように薦められ、その後デヴィッド・ボウイのファンになった。15歳になるまでに隣人が持っていた中古のアコースティックギターを譲り受け、独学でギターの弾き方を覚えた。ギターの技量を上げている中で、中古の赤いフェンダー・ストラトキャスター製のエレキギターをmaplewoodで購入した。
高等中学を卒業後、事務所のアシスタントや整備士、テレビ局の舞台美術業者などの様々な職に付く。後にドラマーとなる葉世榮と同じ保険会社のセールスマンも務めた。
1983年にバンドを結成し、"Guitar Magazine"のコンテストに"Beyond"の名前で参加。

香港での活動については
1991年にBEYONDとして来日し、アミューズのマネジメントで日本へ進出。

### 日本での死亡
1993年6月24日午前1時15分、フジテレビの吉田正樹がディレクター及びプロデューサーを務める『ウッチャンナンチャンのやるならやらねば!』（フジテレビ）に端役として出演。黄家駒が香港でのトップスターの地位をなげうって日本に滞在していた目的は、当時日本に比べると香港では未成熟だったロック音楽の造詣を深めることであり、このようなお笑いバラエティー番組に出演することを黄家駒は非常に嫌がっていた。しかし日本での所属レーベルであったソニーミュージックエンタテイメントが日本市場の開拓も商業的に視野に入れていたこともあり、日本のテレビ局との関係を円滑に保つため、不本意ながらこの番組に出演した。番組ではスタジオに組まれた狭いゴンドラのようなセットが約3メートルの高さに釣り上げられ、当時現場にいた関係者によればそのセットは水浸しになっていた。黄家駒はセットから足を滑らせてしまい、内村光良と共に転落。家駒はスタジオのコンクリートの床に頭を強打。セットの下に緩衝材を設置するなどの安全対策は何らとられていなかった。意識不明のまま病院に救急搬送されたが6月30日午後4時15分、東京女子医科大学病院で死亡。31歳の誕生日から20日後だった。一時代を代表するトップスターであった家駒の死と、フジテレビの家駒に対する配慮なき扱いは香港社会で非常に大きな怒りと衝撃を持って受け止められた。
香港で行われた葬儀には香港各界の要人2,000人が出席、家駒の棺を乗せた霊柩車が墓地に向かう沿道には10,000人以上の慟哭するファンが詰めかけた。
2008年5月、香港の芸能人協会はテレビ・ラジオ局などと協力し、四川大地震被災者に向けた応援ソング「承諾」をレコーディング。「承諾」は家駒が作曲した「海闊天空（日本語版タイトル：遥かなる夢に～Far away～）」に、アンディ・ラウが新たに歌詞をつけたものである。2008年6月10日、家駒の誕生日、逝去15周年を記念して、香港コンベンション＆エキシビションセンターでコンサートが開かれた。同日、「BEYOND黄家駒・没後15年記念展」が香港で開催され、収益金は家駒名義で募金された。家駒の実弟でBEYONDのメンバーの黃家強は「このコンサートでは、兄の歌声を真似て未発表曲すべてを歌いたい」と語った。メンバーの黃貫中と葉世榮にも出演を呼びかけるという。ささやかれる不仲説については「確かにメンバー同士の揉め事があって、それはお互いに矛盾点を感じているから。すぐに解決できるとは思わないけど、20年以上も共に活動した音楽仲間には変わりない」と語った。

## 日本語アルバム
- 『This Is Love 1』（発売日：1993年7月25日）
- 『超越』（発売日：1992年9月26日）

## 代表歌

### 日本語
- 遥かなる夢に～Far away～、くちびるを奪いたい、君には僕が（1993年7月）
- リゾ・ラバ〜International〜（1992年 11月）
- The Wall～長城～、手紙（1992年9月）

### 広東語
- 海闊天空、情人、爸爸媽媽、命運是你家,我是憤怒,和平與愛,無無謂（1993年5月）
- 長城、遙望、早班火車,農民,不可一世,可否衝破（1992年8月）
- Amani、不再猶豫,誰伴我闖蕩,堅持信念,係要聽rock'n roll（1991年9月）
- 光輝歲月、戰勝心魔,俾面派對,送給不知怎麼保護環境的人(包括我)（1990年9月）
- 無悔這一生,歲月無聲,午夜怨曲（1989年12月）
- 真的愛妳（1989年7月）
- 大地、喜歡你（1988年9月）
- 舊日的足跡,昔日舞曲,孤單一吻（1988年3月）
- 遙遠的paradise、祝您愉快（1994年6月）（黃貫中，黃家強）

## 出演作品

### 香港出演の映画
- 『籠民』（1992年）
- 『豪門夜宴』（1991年）（客串演出）
- 『Beyond日記之莫欺少年窮』（1991年）
- 『開心鬼救開心鬼』（1990年）
- 『吉星拱照』（1990年）
- 『黑色迷牆』（1988年）（客串演出）
- 『靚妹正傳』（1987年）（客串演出）

### テレビドラマ
- 香港ラジオテレビ『暴風少年』：「黑仔強」（1987年）
- 香港ラジオテレビ『小說家族』（1987年）